# Gullspångs Kraft
Gullspångs Kraft, med säte i Örebro, var ett av de första kraftbolagen i Sverige, verksamt mellan 1906 och 1998.

## Historik
Företaget började sin verksamhet 1906 under namnet Gullspång-Munkfors Kraft AB och invigde 1908 sin första kraftstation vid Gullspångsfallet i Gullspångsälven. Det anlade senare även en kraftstation vid Åtorp i Letälven och en reservkraftstation i Lidköping samt genom dotterbolagen Örebro elektriska AB och Gullspångs elektrokemiska AB kraftverksanläggningar i Svartälven respektive ett elektriskt smältverk vid Gullspång för tillverkning av kiseljärn. 1930 hade företaget en omsättning på 22 miljoner kronor. Företaget tillverkade bland annat kalciumkarbid och ferrolegeringar, särskilt kiselrik ferrokisel.
1991 förvärvades Hälsingekraft, 1992 Uddeholms Kraft AB, samt 1996 AB Skandinaviska Elverk och man var därmed ett av Skandinaviens största elbolag. 1997 hade man en omsättning på 5,7 miljarder SEK och 1 500 anställda. Redan tidigt hade man flera städer, senare kommuner, som Lidköping, Mariestad och Örebro som intressenter. 1992 gick AGA-koncernen in som huvudägare. 1997 förvärvades företaget av Imatran Voima Oy, som tillsammans med Neste Oy år 1998 bildade Fortum. Samma år gick Gullspångs Kraft samman med Stockholm Energi och bildade Birka Energi.